# Julien Neel
Pour les articles homonymes, voir Neel.
Julien Neel est un réalisateur et auteur français de bandes dessinées né le 26 avril 1976.

## Biographie

### Jeunesse et débuts
Né en banlieue parisienne le 26 avril 1976, Julien Neel y grandit dans une famille monoparentale, avec sa mère. Il quitte l'école à 16 ans pour devenir graphiste, comme son père et son grand-père avant lui,. Il commence à travailler dans le milieu du graphisme et de la publicité, puis devient directeur artistique chez un éditeur de cartes postales à Aix-en-Provence, où il vit toujours. Il a œuvré pour internet et les jeux vidéo notamment en concevant des animations flash.
Au début de sa vie active, il tient un blog où il met en ligne certains dessins personnels, grâce auquel il se fait repérer à 22 ans par Jean-Claude Camano, directeur de la collection jeunesse Tchô !. C'est dans le journal du même nom qu'il publie les premières planches de Lou ! en 2004, en improvisant la création des personnages au fur et à mesure. À cette époque, Julien Neel devient papa et il déclare avoir créé le personnage de Lou pour sa fille. 

### Carrière dans la bande dessinée et le cinéma
Le premier tome de Lou ! est publié en 2004 chez Glénat, et lui a valu le prix jeunesse au festival d'Angoulême en 2005. Initialement pensée sous un format de gags en une page, la série Lou ! s'en éloigne vite, Julien Neel éprouvant le besoin de faire évoluer son œuvre.
Depuis, la série Lou ! fait l'objet d'une adaptation en série télévisée d'animation, diffusée en France sur M6, 6ter et Disney Channel. Julien Neel en est le directeur artistique.
Entre 2011 et 2018, Julien Neel participe aux publications de l'Atelier Mastodonte, qui met en scène sous forme de gags le quotidien des nombreux créateurs de bande-dessinée participant à cet atelier fictif, tels que Lewis Trondheim, Yoann, Alfred, Nob, Tébo, Mathilde Domecq, Cyril Pedrosa, Fabien Toulmé, Obion,.
En 2013, Julien Neel endosse le rôle de réalisateur afin d'adapter Lou ! au cinéma, avec Ludivine Sagnier, Nathalie Baye, Kyan Khojandi, et Lola Lasseron dans le rôle-titre. Le film, Lou ! Journal infime, sort en 2014,.
Avec Lou ! Sonata, Julien Neel ajoute une dimension musicale à l'œuvre. Il monte une association et rassemble le collectif de musicien Krystal Zealot qui crée un album pour accompagner chaque tome.
À l'occasion des 20 ans de la série Lou !, la Cité internationale de la bande-dessinée et de l'image d'Angoulême y consacre une exposition du 13 juillet 2024 au 9 mars 2025,, et Julien Neel publie Génération Lou ! qui compile des carnets personnels ou de recherche pour la série et une interview.

## Publications

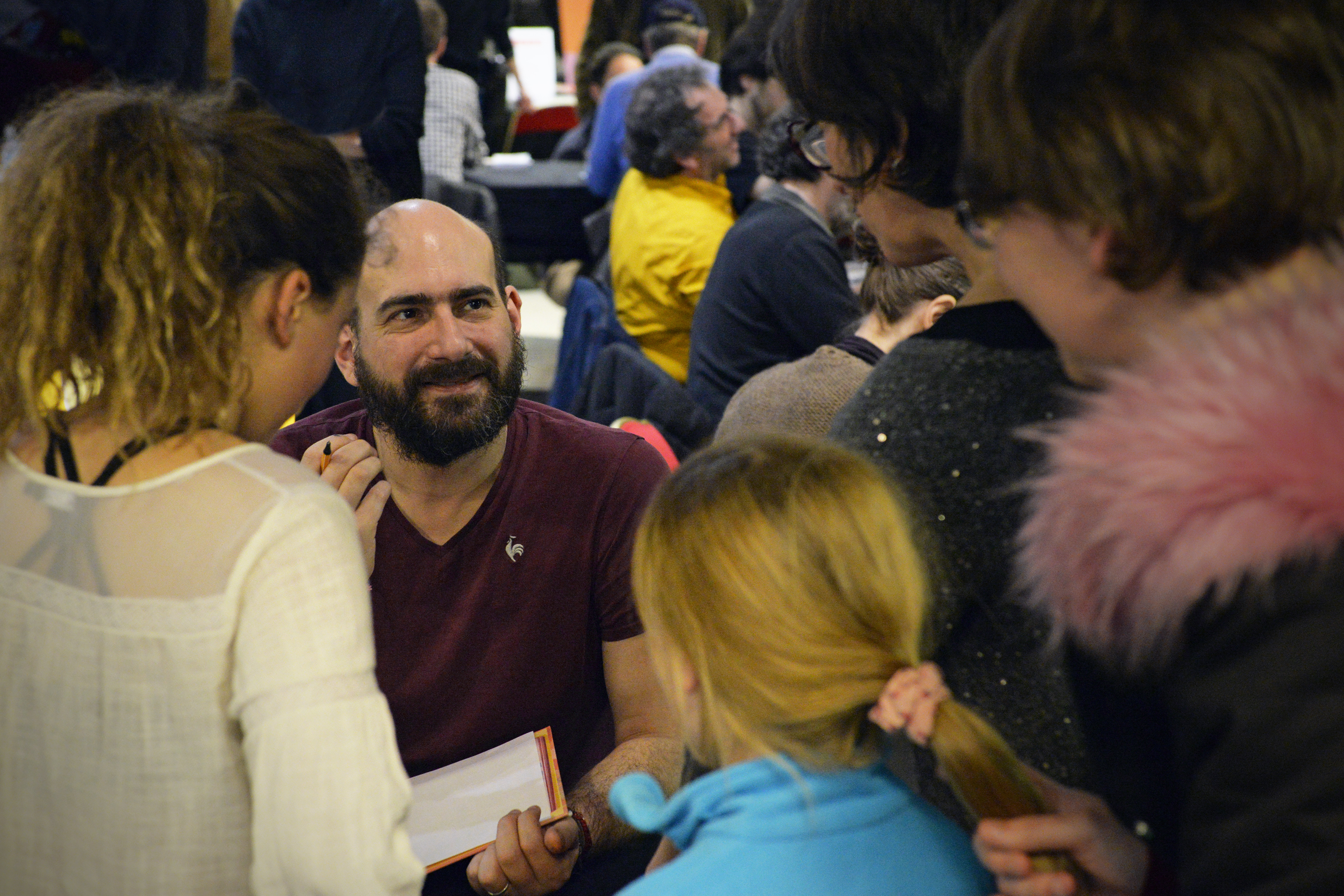
Julien Neel en dédicace au Festival d'Angoulême 2017.

- Lou !, Glénat, coll. « Tchô ! La collec », 48 p. :

1. Journal infime, mai 2004
2. Mortebouse, juin 2005
3. Le cimetière des autobus, juin 2006
4. Idylles, octobre 2007
5. Laser ninja, novembre 2009
6. L'Âge de cristal, novembre 2012
7. La Cabane, octobre 2016
8. En route vers de nouvelles aventures, novembre 2018

- Lou ! Sonata, Glénat, coll. « Tchô ! », 144 p. :

1. Tome 1, décembre 2020
2. Tome 2, novembre 2023

- Le petit monde de Lou, Glénat, 40 p. :

1. Danse de la joie, septembre 2019
2. Un dimanche de rien du tout, septembre 2019

- Génération Lou !, novembre 2024, Glénat, 304 p.

- Chaque chose, Gallimard, coll. Bayou, novembre 2006
- Le Viandier de Polpette, Gallimard :

1. L'Ail des ours, mai 2011 - scénario de Olivier Milhaud, dessins de Julien Neel

- Axolot, T.2 [18],[19], Delcourt, 2015 - collectif, scénario de Patrick Baud

## Filmographie
- 2009 : Lou ! (série télévisée) - directeur artistique
- 2014 : Lou ! Journal infime - réalisateur et scénariste

## Prix
- 2005 : Prix jeunesse 9-12 ans du festival d'Angoulême pour Lou !, t. 1 : Journal infime
- 2006 : Prix Bull'gomme 53 des 7-12 ans[20]
- 2010 : Prix jeunesse des Fauves du festival d'Angoulême pour Lou !, t. 5 : Laser Ninja [21],[22]
- 2011 : prix Conseil Général pour Le Viandier de Polpette[23]
- 2013 :  Prix Saint-Michel jeunesse / humour pour Lou !, t. 6 : L'Âge de cristal [24]
- 2019 : Prix Babelio, catégorie Bande dessinée pour Lou !, t. 8 : En route vers de nouvelles aventures[25]